# Homo erectus
Хомо еректус (лат. Homo erectus — „усправан човек”, од лат. ērigere — „подигнути, усправити”) изумрла је врста хоминина из рода хомо која је живела током целог плеистоцена. Сматра се да је наследио форме аустралопитека и да је предак хомо сапијенса. Као и аустралопитеци, и еректус форме насељавале су подручје Африке. Због природних одлика Африке, месо је постало доминантно у исхрани. Усправни људи еректус форме навикнути су на месну исхрану, а користе и ватру, тако да се претпоставља да су они започели исхрану карактеристичну за модерног човека. Ватру нису знали да производе, већ су је користили из природе. Најстарији подаци о ватри потичу са локалитета Коби Фора у источној Африци (1.500.000/1.400.000 година), али поуздани подаци о употреби ватре датирају из периода пре 800/700 000 година на два налазишта, Ескалп у Француској, Цукутјен у Кини. Такође се за еректусе везује и канибализам. Верује се да се код њих развио говор.
Први пут се појављује у фосилним записима пре 1,95 милиона година на локалитету Коби Фора у Кенији, док су најнедавнији фосилни остаци стари 143.000 година. Ова врста први се пут појавила у Африци и касније проширила до Грузије, а источно све до Индије, Шри Ланке, Кине и Јаве. Још увек постоје несугласице око класификације, порекла и потомства Хомо еректуса, са две алтернативне класификације: H. erectus би могао бити истоветан са врстом Homo ergaster, и директни предак каснијих хоминина, врста Homo heidelbergensis, Homo neanderthalensis, и Homo sapiens; или би могао бити засебна азијска врста, одвојена од афричке врсте .
Неки палаеоантрополози сматрају да је H. ergaster једноставно афричка варијанта врсте Homo erectus. Стога се понекад користи појам Homo erectus sensu stricto за азијску варијанту врсте H. erectus и Homo erectus sensu lato за ширу групу варијанти која обухвата и афричке популације (H. ergaster) и азијске популације.

## Порекло
Прва хипотеза о пореклу Хомо еректуса је да се појавио у Африци, а затим мигрирао према Евроазијском континенту током раног плеистоцена (пре око 2 милиона година), вероватно у раздобљима повољних климатских услова који су учинили Сахару гостољубивим подручјем (тзв. теорија сахарске пумпе). Прешавши Сахару, проширио је своје станиште целим Старим светом. Фосилни остаци стари од 1,9 до 1 милион година пронађени су у Африци (у близини језера Туркана и кланцу Олдуван), Грузији, Индонезији (нпр. Сангиран у средишњој Јави и Тринил у источној Јави), Вијетнаму, Кини (нпр. Шенси) и Индији.
Друга хипотеза предвиђа еволутивни развој Хомо еректуса најпре у Евроазији из које је касније мигрирао у Африку. Ова се хипотеза темељи на чињеници да су најстарији остаци Хомо еректуса пронађени изван Африке, попут оних на кавкаском локалитету Дманиси, у Грузији, стари од 1,85 до 1,77 милиона година, што је једнака или чак већа старост од првих фосилних остатака исте врсте у Африци. Најстарији налази у Дманисију су 73 камена сечива и 34 фрагмената костију који још нису са сигурношћу приписани тачно одређеној врсти.
Ово је прва врста хоминина која је проширила свој ареал изван граница афричког континента.

## Откриће
Холандкси палеоантрополог и геолог Ежен Дибоа, који је био посебно фасциниран Дарвиновом теоријом еволуције човека, кренуо је 1886. године у Азију у потрагу за фосилним остацима људских предака. Азија се у оно доба сматрала, противно Дарвиновом мишљењу, колевком човечије еволуције. Године 1891, његова је група открила фосилне остатке нове људске врсте на острву Јави у тадашњој Холандској источној Индији (данас Индонезији). На темељу свода лобање и бедрене кости сличној Хомо сапијенсовој, пронађеној на обали реке Соло, на локалитету Тринил, у источној Јави, описао је нову врсту и наденуо јој име Pithecanthropus erectus (od grčkog: πίθηκος - мајмун, i ἄνθρωπος - човек). Касније се утврдило да се ради о Хомо еректусу).
Његово откриће постало је познато у свету као Јавански човек. Канадски палеоантрополог Дејвидсон Блек први је описао остатке доњег кутњака пронађеног у Кини 1921. године, за који је тврдио да припада новој врсти названој Sinanthropus pekinensis (од sino-, грчки: Σίνα= Кина и латинског: pekinensis = пекиншки), помакнувши место потраге за фосилима људских предака на Кину. У Кини су, наиме, пронађени неки од најспектакуларнијих остатака Хомо еректуса икад. Немачки антрополог Франц Вајденрајх изузетно је детаљно описао пронађени материјал у неколико монографија објављених у научном часопису Palaeontologica Sinica (серија Д).
Готово сви оригинални узорци оног доба изгубљени су током Другог светског рата, међутим, оригинални Вајденрајхови калупи пронађених костију сачувани су у Америчком музеју природне историје у Њујорку и у Институту кичмењачке палеонтологије и палеоантропологије у Пекингу, и сматрају се поузданим доказима.
Током целог 20. века, антрополози су водили дискусије о улози Х. еректуса у човековој еволуцији. У првим годинама 20. века, на темељу открића у Кини и на Јави, готово сви стручњаци су веровали да су први модерни људи еволуирали у Азији. Ретки природословци, међу којима се истиче Чарлс Дарвин, хипотетисали су да први човечији преци потичу из Африке. Дарвин је указивао на то да шимпанзе и гориле, најближи човекови сродници, живе само у Африци.
Од 1950-их до 1970-их година велики број налаза добро очуваних фосила из источне Африке, пружио је доказе да најстарији хоминини потичу одавде. Данас се сматра да је Хомо еректус потомак старијих родова као што је Ardipithecus или Australopithecus, или потомак раних врста рода Homo као што су врсте Homo habilis или Homo ergaster. H. habilis и H. erectus постојали су истовремено хиљадама година, те је вероватније да представљају одвојене еволутивне линије које деле заједничког претка.
Археолози Џон Т. Робинслон и Роберт Брум дали су име Telanthropus capensis врсти којој су припадали остаци откривени 1950-их, за коју се данас зна да припадају Хомо еректусу. Робинсон је у септембру 1949. открио фрагмент вилице у Сварткрансу, у Јужној Африци. Године 1957, изнет је предлог да се врста преименује у Хомо еректус, с чим се Робинсон сложио 1961. године.
Лобања врсте Tchadanthropusa uxoris, коју је 1961. открио Француз Ив Копенс у Чаду, најранији је човеков фосилни остатак откривен на северу Африке. Према речима откривача, овај је фосил „био толико нагризен ерозијом песка ношеног ветром да се чинило да припада аустралопитеку, много примитивнијем роду хоминида”. Премда су неки у почетку класификовали ове остатке као врсту H. habilis, данас се Tchadanthropus uxoris не сматра више важећим таксоном и стручњаци га класификују као H. erectus.

### 
(грузијски: ქართველი ადამიანი) име је које се понекад користи за подврсту H. erectusa чији су фосилни остаци откривени на локалитету Дманиси у Грузији. Иако је у почетку предложено да се класификује као одвојена врста, данас је класификован унутар врсте H. erectus. Делимични костур ове подврсте откривен је 2001. године, а њихова је старост процењена на 1,8 милиона година. Прве остатке открио је 1991. грузијски научник Давид Лордкипанидзе, уз подршку међународног тима стручњака. Уз фосилне остатке хоминина пронађене су и кости животиња и камени алат. Постоје многа предложена објашњења миграцијске дисперзије првих хоминина у светлу открића H. erectusa georgicusa. У почетку су научници помислили да су пронашли остатке вилица и лобања врсте Homo ergaster, али разлике у димензијама навеле су их да их класифицирају као остатке нове врсте, Homo georgicusa, која је сматрана потомком врсте Homo habilis и претком азијске врсте Homo erectus. Ова се класификација данас сматра погрешном, а фосили из Дманисија се сматрају дивергентном подгрупом врсте Homo erectus, која се понекад назива Homo erectus georgicus.
Лобања D2700 мождане запремине од око 600 cm3 датирана је на пре 1,77 милиона година и врло је добро очувана, што даје јасан увид у морфологију и омогућује поређење са морфологијом лобање анатомски модерног човека. У време проналаска ово је била најмања и морфолошки најпримитивнија лобања хоминина икад откривена изван Африке. Године 2003. откривена је лобања битно мање мождане запремине на острву Флорес, која је данас класифицирана као Homo floresiensis. Код врсте Homo erectusa georgicus присутан је јак полни диморфизам, мужјаци су наиме пуно крупнији од женки.
Касније су пронађени остаци четири фосилна костура, показујући примитивне морфолошке карактеристике лобање и горњих удова, али модерније карактеристике кичме и доњих удова, дајући овој подврсти велику покретљивост. Према мишљењу вође пројекта који проучава ове остатке, Давида Лордкипанидзеа, данас се ови остаци не сматрају одвојеном врстом, већ, представљају еволуцијски стадијум прелаза између врста Homo habilis и Homo erectusa и датирани су на око 1,8 милиона година старости. Ови костури обухватају једну од најширих вилица рода Homo плеистоценске епохе (D2600), једну од најмањих доњих вилица доњег плеистоцена (D211), један од најкомплетнијих примерака неодрасле јединке (D2735), и потпуно безуби примерак лобање (D3900).
Још једна лобања пронађена у истом налазишту описана је 2013. и једина је потпуно очувана лобања хоминина из доњег плеистоцена. С нешто мање од 550 cm3, ова је лобања са најмањим можданим запремином од свих јединки пронађених на овом локалитету. Наизглед велике варијације у морфологији ових лобања натерале су научнике да истраже морфолошке варијације међу лобањама модерних људи и шимпанзи. Закључили су да иако лобање из Дманисија изгледају различито, њихова варијабилност није већа од оног што се може наћи и унутар људске врсте и унутар врсте шимпанзе. Ове варијације стога указују на могућност да би различита претходна открића класификована као различите врсте на темељу њихових разлика, као нпр. Homo rudolfensis, Homo gautengensis, Homo ergaster, можда и Homo habilis, могла бити интерпретирана као различите подврсте врсте .

## Карактеристике Хомо еректуса
Хомо Еректус има центре за говор који су сместени у брокиним квргама. То су два удубљења са унутрашње стране чеоне кости која представљају отисак центара за говор који су постојали у мозгу.
Старији хомо еректус није знао артикулисано да говори. До тог закључка се дошло анализом грађе кичмених пршљенова. Био је усправан, здепасте грађе. Имао је примитивну, малу лобању, а мозак му је био око 30% мањи од мозга савременог човека, запремине око 970cm³.
Хомо еректус је био хоминин код кога су по први пут констатоване телесне пропорције сличне савременом човеку са релативно дугим ногама и кратким рукама што указује да су се тад већ прилагодили животу на чврстом тлу.
Био је ловац - сакупљач који је користио ватру и бринуо о старијим индивидуама.
На основу наласка крупних, симетричних и двострано оклесаних кремених алатки претпоставља се да су му когнитивне способности биле веће него код његових предака, примитивних хомонина.
Карактеристике хомо еректуса:
- старост - (?)1,5 милиона година - 200.000 година
- висина тела - 160-165
- мождана запремина - 700-1.000cm³
- одлике лобање:незнатно пресвођавање можданог дела лобање, надочни лукови масивни и наглашени, посторбитално стезање слепоочног угла, коштани зидови веома дебели, у окципиталној пројекцији ширина лобање лежи ниско
- одлике лица: велика ширина носног отвора, мандибула велика и масивна, као и зуби, обрадак раван, очњаци нешто више одвојени
- посткранијални скелет има карактеристике хоминида
- култура: култура камених језгра, почиње употреба ватре
- област распростирања: југоисточна Азија, централна Европа, северна и источна Африка.

Хомо Хајделбергенсис има мозак сличан данашњем човеку. Пре око пола милиона година преци почињу да личе на нас ментално и физички. Еволуција има даље изданке у сапиенс формама, које су тако назване по могућностима менталног расуђивања и реаговања. Те мислеће сапиентне форме гранају се у два смера: неандерталског прачовека, који је означен као архајски сапиенс, и на другој страни тип Сапиенс сапиенс, анатомски савремени човек.